# اتلو توسو
اتلو توسو (ایتالیایی: Otello Toso؛ ۲۲ فوریهٔ ۱۹۱۴ – ۱۵ مارس ۱۹۶۶) بازیگر اهل ایتالیا بود.
از فیلم‌هایی که وی در آن نقش داشته‌است، می‌توان به ۱۸۶۰، مرگ یک دوچرخه‌سوار و ده فرمان اشاره کرد.